# Atheta monticola
Atheta monticola är en skalbaggsart som först beskrevs av Thomson 1852.  Atheta monticola ingår i släktet Atheta, och familjen kortvingar. Arten är reproducerande i Sverige.